# هوپ سندوال
هوپ سندُوال (انگلیسی: Hope Sandoval؛ زادهٔ ۲۴ ژوئن ۱۹۶۶) خواننده-ترانه‌سرای اهل ایالات متحده آمریکا است. او خوانندهٔ اصلی گروه مزی استار است.